# Héctor Rodríguez Gasca
Héctor Rodríguez Gasca, apodado Chicho, es una pelotari mexicano. Durante el Campeonato del Mundo de Pelota Vasca de 2010 ganó la medalla de oro en la especialidad de frontenis al lado de Alberto Rodríguez Faisal.